# Wattignies Hockey Club
Le Wattignies Hockey Club est un club français de hockey sur gazon fondé en 1974 et basé à Wattignies. Le club utilise les installations du CREPS de Wattignies grâce à une convention tripartite unique en France. Deux terrains permettent aux collectifs du WHC et du pôle France de s'entraîner et de jouer en compétition. Le terrain d'honneur porte le nom de Philippe Richard, président fondateur du WHC.
Le club organise depuis 1994 un tournoi à la Pentecôte, le Tournoi des Jeunes de Pentecôte (TJP). Unique en France, ce tournoi international réunit plus de 70 équipes pendant 3 jours. Au total, ce sont plus de 700 joueurs et joueuses qui disputent plus de 350 matchs. Les équipes qui y participent viennent de France mais aussi de Belgique, des Pays-Bas, d'Allemagne, d'Angleterre, d'Italie, d'Espagne et d'un peu plus loin avec des clubs venant de Croatie, Russie et même Chine (2008).
L'équipe première masculine du club évolue depuis 2014 dans le championnat Élite.  

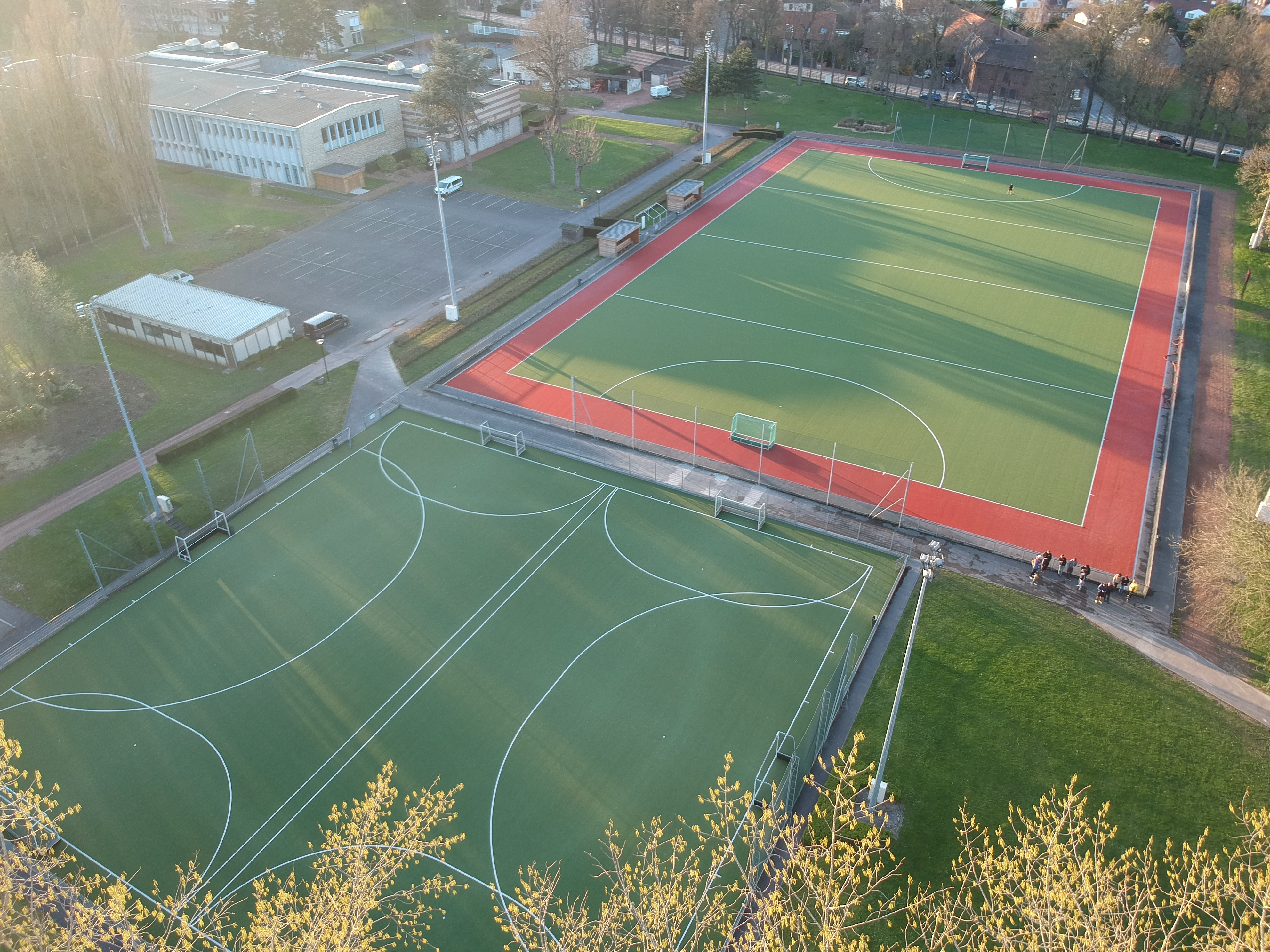
Terrains du Wattignies Hockey Club.

## Joueurs notables
- Les frères jumeaux Matthias et Bastien Dierckens[1]
- Victor Charlet[1],[3]
- Gérôme Branquart